# RTL Radio
RTL Radio est une chaîne de radio musicale allemande émettant principalement en direction des auditeurs allemands et de la Grande Région (il y a un décrochage régional pour le bulletin météo et le trafic routier pour les auditeurs germanophones du Luxembourg et de la Sarre).
Avant le 1er juillet 2015, c'était une radio luxembourgeoise germanophone. A cette date, la radio a fait évoluer son nom (en RTL Radio – Deutschlands Hit-Radio) ainsi que sa programmation et les studios ont déménagé de Luxembourg-ville à Berlin.

## Histoire de la chaîne
Le programme allemand de Radio Luxembourg est créé le 15 juillet 1957 sous le nom de Radio Luxemburg et dispose d'une fréquence spécifique en ondes moyennes diffusée par l'émetteur de Junglinster au Grand-Duché de Luxembourg. Radio Luxemburg est alors la seule radio privée captable en allemand dans le Nord et l'Ouest de l'Allemagne de l'Ouest. 
En septembre 1983, Gust Graas, directeur général de la CLT, décide de créer une chaîne de télévision en allemand émise depuis le Luxembourg. Le projet consiste à transposer à la télévision les programmes de Radio Luxemburg en les adaptant à ce nouveau format. Le 2 janvier 1984 naît RTL Plus dont la direction est confiée au directeur de Radio Luxemburg, Helmut Thoma.
Le 2 mai 1988, Radio Luxemburg devient RTL Hörfunk. Elle est rebaptisée RTL Radio le 1er octobre 1990 et vise un public âgé de 20 à 59 ans avec un programme musical allant des années 1960 aux hits du moment.
Le 1er décembre 2008, RTL Radio débute avec une chaîne destinée à la Grande Région (Luxembourg, Sarre, Rhénanie-Palatinat, Rhénanie-Westphalie, la Belgique germanophone et la Lorraine) sur les fréquences luxembourgeoises 93,3 et 97,0 MHz. "RTL Radio - UKW 93,3 und 97,0" change son slogan en "Die besten Hits im besten Mix" le 17 décembre 2012 avec un format plus jeune par rapport au programme national, dit "adult contemporary", qui disparaît le 23 décembre 2013 pour des raisons stratégiques.
"RTL Radio - Die besten Hits aller Zeiten" sur ondes moyennes, satellite et internet continue avec le format actuel et conserve son slogan 'die besten Hits aller Zeiten' jusqu'en 2015.
À la suite d'une lourde perte d'auditeurs (515 000 auditeurs atteints par journée ouvrée en 2015 contre 2,16 millions en 2001), à la fin juin 2015 il a été annoncé que RTL Radio serait reformatée à partir du 1er juillet à 6 heures et diffusée depuis Berlin. Dans le même temps, le style musical évolue, la radio diffuse moins de titres emblématiques des années 1980 au profit de morceaux plus contemporains. Le format "adult contemporary" fait son retour.
La structure des programmes se rapproche de la station "sœur" 104,6 RTL. L'antenne de ce qui est désormais RTL Radio – Deutschlands Hit-Radio recourt massivement à la piste vocale entre les titres diffusés en journée.
Cette réorientation a mené à de nombreux courriels, lettres, appels téléphoniques de protestation, jusqu'à atteindre la page Facebook de la station. En réponse aux protestations, une web radio RTL - Die besten Hits aller Zeiten a alors été lancée (le 16 septembre 2015), celle-ci reprenant l'ancien style musical (sans animateur toutefois : les chansons s'enchaînent et ne s'arrêtent que pour les informations, reprises depuis l'antenne de Deutschlands Hit-Radio).

À ne pas confondre avec Radio Luxembourg (en anglais), qui était une station destinée aux Iles Britanniques.

Logo de RTL Radio jusqu'au 30 juin 2015
Logo de RTL Radio jusqu'au 26 juin 2023.
Logo de RTL Radio à partir du 27 juin 2023.

## Identité sonore

### Slogans
- RTL - Radio in Farbe (1982)
- Die Grössten Oldies (01/04/1995)
- Die besten Hits aller Zeiten
- Die besten Hits im besten Mix (2012)

## Organisation

### Dirigeants
Directeurs des programmes :
- Helmut Stoldt :
- Frank Elstner : 1972 - 31 décembre 1982
- Helmut Thoma : 1er janvier 1983 - 1990
- Bernt von zur Mühlen : 1990 - 03/1999
- Holger Richter : depuis 03/1999

### Capital
RTL Radio est détenue à 100 % par la CLT-UFA, filiale à 99,7 % du conglomérat de média luxembourgeois RTL Group S.A., filiale audiovisuelle du groupe de média allemand Bertelsmann AG, qui détient 100 % du capital.

### Siège
Le siège et les studios de RTL Radio se trouvent au KB1, le nouvel immeuble de RTL Group situé au 45, boulevard Pierre Frieden dans le quartier du Kirchberg à Luxembourg.

## Diffusion

### Ondes moyennes
Jusqu'au 31 décembre 2015 à minuit, RTL Radio était diffusée en ondes moyennes (OM) sur 1440 kHz par l'émetteur de Marnach qui lui permettait d'être captée dans le Nord et l'Ouest de l'Allemagne, au Luxembourg, en Belgique et en Lorraine.

### Ondes courtes
L'émetteur de Junglinster diffuse RTL Radio en mode numérique DRM sur ondes courtes (6095 kHz) depuis 2003.

### Modulation de fréquence
RTL Radio est diffusée en FM par l'émetteur de Hosingen sur 97,0 MHz et par l'émetteur du Dudelange sur 93.3 Mhz à destination de la Grande Région.  